# 阿拉威爾迪汗
阿拉威爾迪汗（波斯語：اللّه وردی خان、英語：Allahverdi Khan；約1560年－1613年6月3日）原本是一位格魯吉亞族的波斯宮廷軍用奴隸，後來獲擢升為薩非王朝的將領和政治家。
阿拉威爾迪是格魯吉亞基督徒，是溫迪拉德茲家族（Undiladze）的成員，與同胞及亞美尼亚人和阿地蓋基督徒一樣，他在高加索的戰爭裡被波斯沙阿阿拔斯一世的軍隊俘獲，改信伊斯蘭教，並在由阿拔斯一世創立、基督徒俘虜組成的一個軍事機構古拉姆裡服役，該機構是用以平衡突厥貴族掌權的軍事組織奇茲爾巴什（Qizilbash）。
1589年，阿拔斯一世希望秘密除去大權在握的穆爾希德-科利汗·奧斯塔古，阿拉威爾迪汗參與了刺殺奧斯塔古的行動，因而獲得蘇丹的頭銜，並獲任為戈裴甘（Golpayegan）的總督。他在後來又獲擢升為古拉姆的指揮官，在1595年至1596年間成為薩非王朝政府五名最重要的官員之一。大約在同一時間，阿拔斯一世委任他為法爾斯總督，他是第一位身份可以與奇茲爾巴什埃米爾平起平坐的古拉姆軍官，這也意味著地方不能再以半自治的方式運作，也不一定受到奇茲爾巴什的埃米爾所控制，而是由沙阿任命的官員管治。
1596年，阿拉威爾迪汗轉任科吉盧耶總督。1598年8月，作為指揮官的阿拉威爾迪汗從烏茲別克族手中奪回赫拉特。不久後，沙阿處死了奇茲爾巴什的埃米爾法爾哈德汗·卡拉曼尼，此舉令阿拉威爾迪汗成為了繼沙阿之後最具權力的人物。1600年後，他在英國人羅伯特·舍里（Robert Shirley）的倡議下重組軍隊，將古拉姆軍的規模由4,000人擴充至25,000人。
阿拉威爾迪汗帶領波斯軍隊東征西討，屢屢獲勝，包括在1601年至1602年征服巴林。
阿拉威爾迪汗建設了大量公共設施，包括伊斯法罕橫越扎因代河（Zayanderud）的三十三孔橋，橋上至今仍刻有他的名字。

### 出处
1. ↑  Rice, Robertson & Henderson 1975，第315頁
2. ↑  Welch 1973，第17頁
3. ↑  Savory 2008，第79頁
4. ↑  Necipoglu & Roxburgh 2000，第89頁
5. 1 2  Yar-Shater 1985，第891頁
6. ↑  Floor 1998，第223頁
7. ↑  Alizadeh, Pahlavani & Sadrnia 2004，第160頁
8. ↑  Baker & Smith 2009，第111頁

### 书目
- （英文）Rice, David Talbot; Robertson, Giles; Henderson, George, , Edinburgh University Press, 1975

- （英文）Welch, Anthony, , The Asia Society; distributed by New York Graphic Society, 1973

- （英文）Savory, Roger, , Cambridge University Press, 2008, ISBN 0521042518

- （英文）Necipoglu, Gulru; Roxburgh, David J.,  15, BRILL, 2000, ISBN 9004116699

- （英文）Yar-Shater, Ehsan,  1, Routledge & Kegan Paul, 1985

- （英文）Floor, Willem M., , Bibliotheca Persica Press, 1998, ISBN 0933273290

- （英文）Alizadeh, Saeed; Pahlavani, Alireza; Sadrnia, Ali, , Alhoda UK, 2004, ISBN 9640614130

- （英文）Baker, Patricia; Smith, Hilary, , Bradt Travel Guides, 2009, ISBN 1841622893